# 弄蛇人
《弄蛇人》（Le Charmeur de serpent）是法国艺术家让-莱昂·热罗姆的一幅油画，东方主义风格，创作于1879年。 爱德华·萨义德1978年的书籍《东方主义》的封面使用了这幅画后，这部作品“达到了与一些东方主义绘画相媲美的程度”， 因为它成了东方主义尤其是东方主义绘画的避雷针，尽管赛义德本人在书中没有提到这幅画。现藏于 克拉克艺术中心，热罗姆本人的另一幅颇具争议的画作《奴隶市场》也藏于此。
这幅画描绘了一个赤身裸体的男孩站在一块房间中央的小地毯上，周围是蓝色瓷砖的墙壁，背对着观众，一条巨蟒被他的手拿着，并且盘绕在他的腰间和肩膀上，而一个年长的男子坐在他的右边，吹着笛子。观看演出的是一群持枪者，穿着不同的衣服，来自不同的伊斯兰部落。

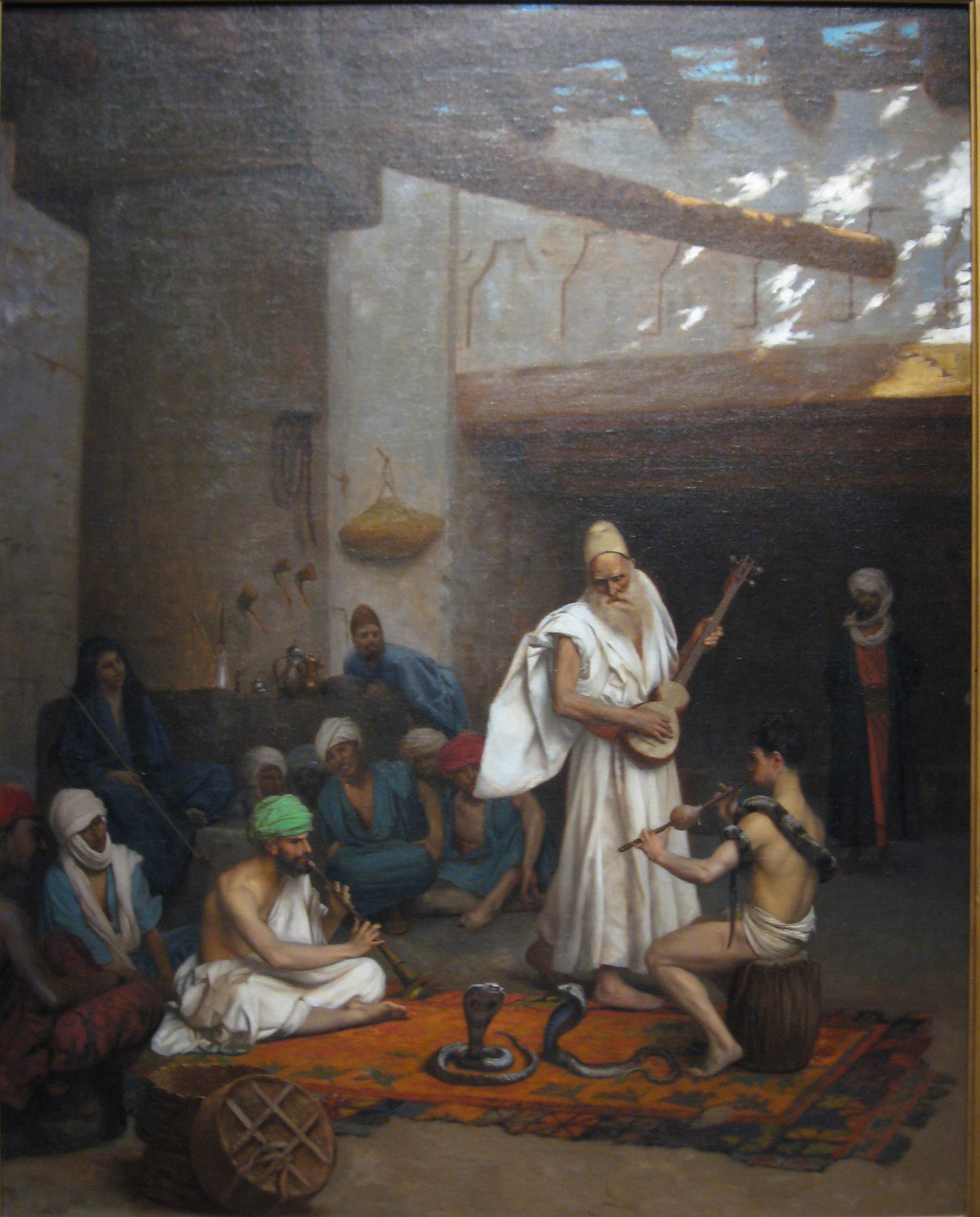
热罗姆的另一幅《弄蛇人》，新奥尔良艺术博物馆

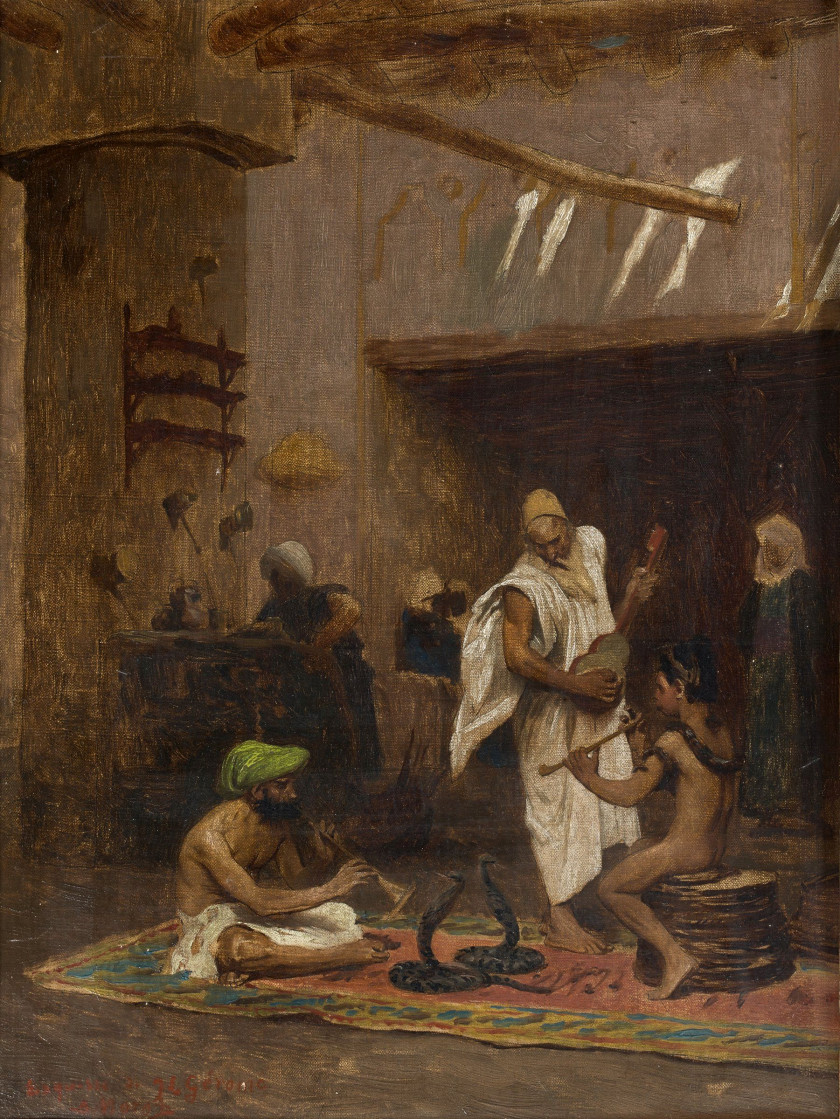
热罗姆，《弄蛇人》,1877, 私人收藏

莎拉·李写了一篇关于这幅画的文章，认为场景融合了奥斯曼土耳其和埃及的元素，并解释了年轻的耍蛇者之所以裸体，并不是进行色情表演，而是为了避免欺诈指控：
《弄蛇人》……将完全不同、甚至不兼容的元素结合在一起，正如他的许多作品一样，这位艺术家不可能亲眼目睹。耍蛇并不是奥斯曼文化的一部分，但曾出现在古埃及，在19世纪又在埃及继续出现。例如，马克西姆·杜坎普描述了1849年至1951年与古斯塔夫·福樓拜旅行时，在开罗目睹一名耍蛇人的情景，其措辞与热罗姆的描述相似，包括提到年轻男子为了避免欺诈指控而脱衣。然而，这位艺术家将表演设定在一个虚构空间中，这个空间可辨认出土耳其和埃及来源。

蓝色瓷砖的灵感来源于奥斯曼帝国时代君士坦丁堡托普卡匹皇宮的黄金通道（Altınyol）和巴格达亭（Baghdad Kiosk）的伊兹尼克陶瓷。墙上的铭文的某些部分难以辨认，但“画作顶部的大型饰带从右向左延伸，清晰可辨。这是著名的《古兰经》第二章黃牛章的第256节，字体为三一体：
在宗教中无强迫，的确正道从迷路中已明显了。至于不信仰魔鬼而归信真主的人，他确已抓住牢固的把柄绳索了，在它上没有裂痕。真主是本听的，是全知的。
...之后的题词被删去了…可能不是古兰经经文，而是对哈里发的献词。"
关于所描绘的蛇，美国自然史博物馆的爬虫学家理查德·G·兹韦费尔评论说，这条蛇看起来更像南美蟒蛇。热罗姆可能在巴黎植物园研究过这种动物。